# 高英培
高英培（1928年—2002年2月14日），天津人，祖籍山东惠民，相声演员。

## 生平
高英培生于天津，十几岁时在天津和北平的纸店当学徒，业余时常到杂耍园子、天桥听相声。后来，高英培拜师赵佩茹学习相声，出艺后曾与常宝霖等前辈演员合作。1954年，高英培在天津市和平区南市连兴茶社开始与范振钰搭档演出，后又加入和平区曲艺杂技团，开始了两人四十年的搭档演出生涯，两人搭档演出的《还要巩固》（后更名为《跟谁对着干》）、《前线日记》、《英雄岛》和《钓鱼》等作品，均深受观众喜爱。高英培在演出中以说逗见长，善于运用方言，擅长表现天津日常的市井生活面貌。文革中，高英培被下放，蹬三轮跑运输。文革结束后，高英培重返舞台，继续与范振钰搭档，并被调入全总文工团。
2002年2月14日，高英培病逝于北京。

## 作品
- 《钓鱼》 表演：高英培、范振钰
- 《前线日记》 表演：高英培、范振钰
- 《不正之风》 表演：高英培、范振钰
- 《表态》 表演：高英培、范振钰
- 《贴膏药》 表演：高英培、范振钰
- 《下棋》 表演：高英培、范振钰
- 《进城》 表演：高英培、范振钰
- 《跳舞风波》 表演：高英培、范振钰
- 《好好好》 表演：高英培、阎月明、李金斗、孟凡贵、唐爱国
- 《孝子》 表演：高英培、孟凡贵
- 《双鱼对话》 表演：高英培、孟凡贵
- 《夸老师》 表演：高英培、孟凡贵
- 《如意不如意》 表演：高英培、孟凡贵